# Atlanta Open (tennis)
Atlanta Open var en professionel tennisturnering for mænd, der blev spillet i Atlanta- området i USA siden 2010, i juli eller august måned. Turneringen var en del af ATP 250 indtil 2024, og blev spillet på udendørs hårde baner.

## Tidligere finaler

### Singles
| År   | Vinder                              | Finalist                            | Score                               |
| ---- | ----------------------------------- | ----------------------------------- | ----------------------------------- |
| 2010 | Mardy Fish                          | John Isner                          | 4–6, 6–4, 7–6(7–4)                  |
| 2011 | Mardy Fish (2)                      | John Isner                          | 3–6, 7–6(8–6), 6–2                  |
| 2012 | Andy Roddick                        | Gilles Müller                       | 1–6, 7–6(7–2), 6–2                  |
| 2013 | John Isner                          | Kevin Anderson                      | 6–7(3–7), 7–6(7–2), 7–6(7–2)        |
| 2014 | John Isner (2)                      | Dudi Sela                           | 6–3, 6–4                            |
| 2015 | John Isner (3)                      | Marcos Baghdatis                    | 6–3, 6–3                            |
| 2016 | Nick Kyrgios                        | John Isner                          | 7–6(7–3), 7–6(7–4)                  |
| 2017 | John Isner (4)                      | Ryan Harrison                       | 7–6(8–6), 7–6(9–7)                  |
| 2018 | John Isner (5)                      | Ryan Harrison                       | 5–7, 6–3, 6–4                       |
| 2019 | Alex de Minaur                      | Taylor Fritz                        | 6–3, 7–6(7–2)                       |
| 2020 | Ikke afholdt pga. COVID-19 pandemic | Ikke afholdt pga. COVID-19 pandemic | Ikke afholdt pga. COVID-19 pandemic |
| 2021 | John Isner (6)                      | Brandon Nakashima                   | 7–6(10–8), 7–5                      |
| 2022 | Alex de Minaur (2)                  | Jenson Brooksby                     | 6–3, 6–3                            |
| 2023 | Taylor Fritz                        | Aleksandar Vukic                    | 7–5, 6–7(5–7), 6–4                  |
| 2024 | Yoshihito Nishioka                  | Jordan Thompson                     | 4–6, 7–6(7–2), 6–2                  |

### Doubles
| År   | Vinder                                    | Finalist                           | Score                             |
| ---- | ----------------------------------------- | ---------------------------------- | --------------------------------- |
| 2010 | Scott Lipsky Rajeev Ram                   | Rohan Bopanna Kristof Vliegen      | 6–3, 6–7(4–7), [12–10]            |
| 2011 | Alex Bogomolov, Jr. Matthew Ebden         | Matthias Bachinger Frank Moser     | 3–6, 7–5, [10–8]                  |
| 2012 | Matthew Ebden (2) Ryan Harrison           | Xavier Malisse Michael Russell     | 6–3, 3–6, [10–6]                  |
| 2013 | Édouard Roger-Vasselin Igor Sijsling      | Colin Fleming Jonathan Marray      | 7–6(8–6), 6–3                     |
| 2014 | Vasek Pospisil Jack Sock                  | Steve Johnson Sam Querrey          | 6–3, 5–7, [10–5]                  |
| 2015 | Bob Bryan Mike Bryan                      | Colin Fleming Gilles Müller        | 4–6, 7–6(7–2), [10–4]             |
| 2016 | Andrés Molteni Horacio Zeballos           | Johan Brunström Andreas Siljeström | 7–6(7–2), 6–4                     |
| 2017 | Bob Bryan (2) Mike Bryan (2)              | Wesley Koolhof Artem Sitak         | 6–3, 6–4                          |
| 2018 | Nicholas Monroe John-Patrick Smith        | Rajeev Ram Ryan Harrison           | 3–6, 7–6(7–5), [10–8]             |
| 2019 | Dominic Inglot Austin Krajicek            | Bob Bryan Mike Bryan               | 6–4, 6–7(5–7), [11–9]             |
| 2020 | Not held due to COVID-19 pandemic         | Not held due to COVID-19 pandemic  | Not held due to COVID-19 pandemic |
| 2021 | Reilly Opelka Jannik Sinner               | Steve Johnson Jordan Thompson      | 6–4, 6–7(6–8), [10–3]             |
| 2022 | Thanasi Kokkinakis Nick Kyrgios           | Jason Kubler John Peers            | 7–6(7–4), 7–5                     |
| 2023 | Nathaniel Lammons Jackson Withrow         | Max Purcell Jordan Thompson        | 7–6(7–3), 7–6(7–4)                |
| 2024 | Nathaniel Lammons (2) Jackson Withrow (2) | André Göransson Sem Verbeek        | 4–6, 6–4, [12–10]                 |